# Collada Baixa dels Terrers Baixos
La Collada Baixa dels Terrers Baixos és una antiga collada situada a 408,4 m alt entre els termes comunals dels Banys d'Arles i Palaldà, a l'antic terme de Palaldà, i de Montboló, tots dos del Vallespir (Catalunya del Nord).
És a ponent del poble de Palaldà i a llevant del de Montboló, aproximadament a la mateixa distància de tots dos.